# Hirojuki Miura
Hirojuki Miura (* 31. prosince 1973 v Kuširu, Japonsko) je bývalý japonský hokejový obránce a historicky první v Asii vychovaný hokejista, který byl draftován do NHL.

## Reprezentace
Dlouhá léta byl reprezentantem své země, která se pohybuje většinou v nižších divizích. Absolvoval však i turnaje elitní skupiny. Prvním z nich bylo mistrovství světa juniorů 1993 (jediná historická účast, Miura byl i členem týmu, který vybojoval v B skupině postup o rok dříve).
Za reprezentaci si zahrál i na domácích olympijských hrách 1998 v Naganu, kde pořádající země obsadila 13. místo. V letech 1998-2004 měla Asie garantované místo v elitní skupině mistrovství světa, které po celou dobu hájilo Japonsko. Miura hrál na turnaji v letech 1998, 2000, 2001 a 2004.

### Reprezentační statistiky
| 1991 | Japonsko 20 | MS B 20 | 7 | 0 | 1 | 1 | 4  |
| 1992 | Japonsko 20 | MS B 20 | 7 | 2 | 1 | 3 | 12 |
| 1993 | Japonsko 20 | MS 20   | 7 | 1 | 0 | 1 | 10 |
| 1997 | Japonsko    | MS C    | 5 | 2 | 0 | 2 | 10 |
| 1998 | Japonsko    | OH      | 4 | 0 | 0 | 0 | 4  |
| 1998 | Japonsko    | MS      | 3 | 0 | 1 | 1 | 8  |
| 2000 | Japonsko    | MS      | 6 | 0 | 0 | 0 | 10 |
| 2001 | Japonsko    | MS      | 4 | 0 | 0 | 0 | 2  |
| 2004 | Japonsko    | MS      | 6 | 0 | 1 | 1 | 2  |

## Klubová kariéra
V roce 1992 hráče klubu Seibu Tetsudo Tokyo, hrajícího japonskou hokejovou ligu, draftoval do NHL na 260. pozici klub Montreal Canadiens. Miura se do Severní Ameriky vydal v ročníku 1993/94, odehrál šest utkání ECHL (třetí ligová úroveň) za Wheeling Thunderbirds, dalších 30 přidal v nižší AJHL za Fort Saskatchewan Traders. V letech 1994-2009 nastupoval za klub Seibu Prince Rabbits (do roku 2006 nazvaný Kokudo Ice Hockey Klub), se kterým sedmkrát vyhrál japonskou ligu (1995, 1998, 1999, 2001, 2002, 2003 a 2004). V roce 2004 se mužstvo přemístilo do asijské hokejové ligy, kterou vyhrálo v letech 2005 a 2006.
V roce 2009 ukončil Miura kariéru.

## Zajímavosti
- první Japonec do NHL byl draftován v roce 1974, kdy si Buffalo Sabres vybralo hokejistu jménem Taro Tsujimoto. S odstupem času ale vedení Buffala prozradilo, že šlo o vtip a hokejista neexistuje.[2]
- starší bratr Takajuki hrál také hokej, spolu si zahráli v Naganu na Olympijských hrách

- synovec Juki byl juniorským reprezentantem Japonska a působil mimo jiné v HC Rytíři Kladno.[3] Nyní hraje americkou univerzitní soutěž.